# Peraga (Vigonza)
Peraga è una frazione del comune di Vigonza in provincia di Padova.
Peraga è anche una parrocchia, dipendente dalla Diocesi di Padova che comprende il territorio della omonima frazione e una parte di quello di competenza amministrativa del comune di Cadoneghe.

## Geografia fisica
Peraga si situa a nord-est di Padova, in un centro caratterizzato per la maggior parte da zone agricole.
- Le strade si intersecano nel graticolato romano.
- I percorsi d'acqua: la Tergola[2].

## Etimologia
Il toponimo Peraga sembra derivi dal nome latino Petrus. La parola è collegabile ad uno dei nomi più antichi di questa zona, poiché si presume che sia ricollegabile ad una persona, la quale assegnava le terre del “Graticolato Romano”. Il documento più antico nel quale compare per la prima volta il nome Petrus risale al 1025, anno nel quale viene nominata la chiesa di S. Maria di Peraga. Il nome Peraga nella forma attuale lo possiamo ritrovare scritto nelle Decime del 1297.

## Storia

### Età preistorica
Dai ritrovamenti nel territorio di Peraga possiamo constatare che le prime forme di vita umana si stanziarono nel VII secolo avanti Cristo. Alcuni reperti infatti testimoniano che gli Euganei, obbligati dai Veneti, si stanziarono sulla pianura e a Padova. La presenza degli Euganei si constatò non solo a Peraga, ma anche a Ponterotto e a Mandriola.
Il passaggio dei romani nei territori di Peraga è accertato da numerosi reperti archeologici e dalla centuriazione del suolo. Alcuni di questi ritrovamenti sono anfore, tracce di pavimentazione in cotto, ampolle, monete in bronzo. In particolare, sono state ritrovate due iscrizioni nei pressi della chiesa parrocchiale. La prima raffigurava l’iscrizione “TAMPIA L. DIOVEI” che la gens TAMPIA dedico al dio Giove, mentre la seconda raffigurante “SEX. POM…/ SEX. ED…” probabilmente dedicata a Sesto Pompeo. Entrambi i reperti si trovano esposti al Museo Civico di Padova.

### Età romana
Peraga è ubicata in un punto importante nell’area meridionale del Graticolato Romano situatosi all’incrocio di due grandi strade principali: la Via Cornara e la Strada del Mare. Il nome Cornara sembra faccia riferimento alla figura di Cornelia Salonina Augusta, la quale era sposa dell’imperatore Gallileo. La via passava in senso verticale e corrisponderebbe al Citra Kardinem IX. Per quanto riguarda invece la Strada del Mare non esistono più aspetti visibili, ma possiamo trovare traccia della sua esistenza grazie alla posizione attuale delle chiese. Questo grande incrocio rappresentava un punto strategico in epoca romana, in quanto su di esso si articolava il centro di pagus. Inoltre, Peraga oggigiorno non mantiene nessuna traccia stradale antica, se non in minima parte, a causa dell’influsso dei vicini fiumi Brenta, Tergola, Negrisia, il Rio, il Tergolino ed altri secondari.

### Età medievale
Prima del 1025 esisteva una cappella intitolata a Santa Maria alle dipendenze del patriarca di Aquileia. Successivamente il territorio passò ai conti di Treviso, la famiglia dei Collalto. Il primo documento dove viene citata Peraga è del 1025. La chiesetta di Santa Maria sembra essere ricordata con un capitello o edicola posto all'incrocio tra il cardo (la via Cornara) e il decumano del graticolato romano. Nel 1159 è citata in un atto di vendita la chiesa di sant'Anastasio. In un documento successivo relativo alla “decima papale” del 1297 risulta che la cappella di sant'Anastasio di Peraga e quelle di Rivale, Pianiga e Caltana dipendevano dalla pieve di Arino.
L'attuale chiesa parrocchiale è consacrata a San Vincenzo di Saragozza martire (22 gennaio), (diacono del IV secolo) e sant'Anastasio da Magundat (persiano del 628), martire (celebrato nel medesimo giorno). Secondo alcuni studiosi sembra che questo abbinamento sia da collegare con la storica presenza dei possedimenti in Peraga dei monaci benedettini della Abbazia di Sant'Ilario di Venezia.
L'importanza di questa frazione è strettamente legata alla famiglia da Peraga, signori di Mirano, che segnò la storia padovana del XIII e XIV secolo e ai nobili Badoer di Venezia.

### Età moderna
Nel 1572, nella prima visita pastorale, il vescovo Ormaneto certificò che la famiglia dei nobili veneziani Badoer da Peraga era “patrona” della chiesa. La personalità più prestigiosa di questa famiglia fu il cardinale Bonaventura Badoer Peraga.
I Badoer cedettero nel 1809 i diritti di patronato sulla chiesa alla famiglia Comello, i quali rinunciarono nel 1851.

## Monumenti e luoghi d'interesse

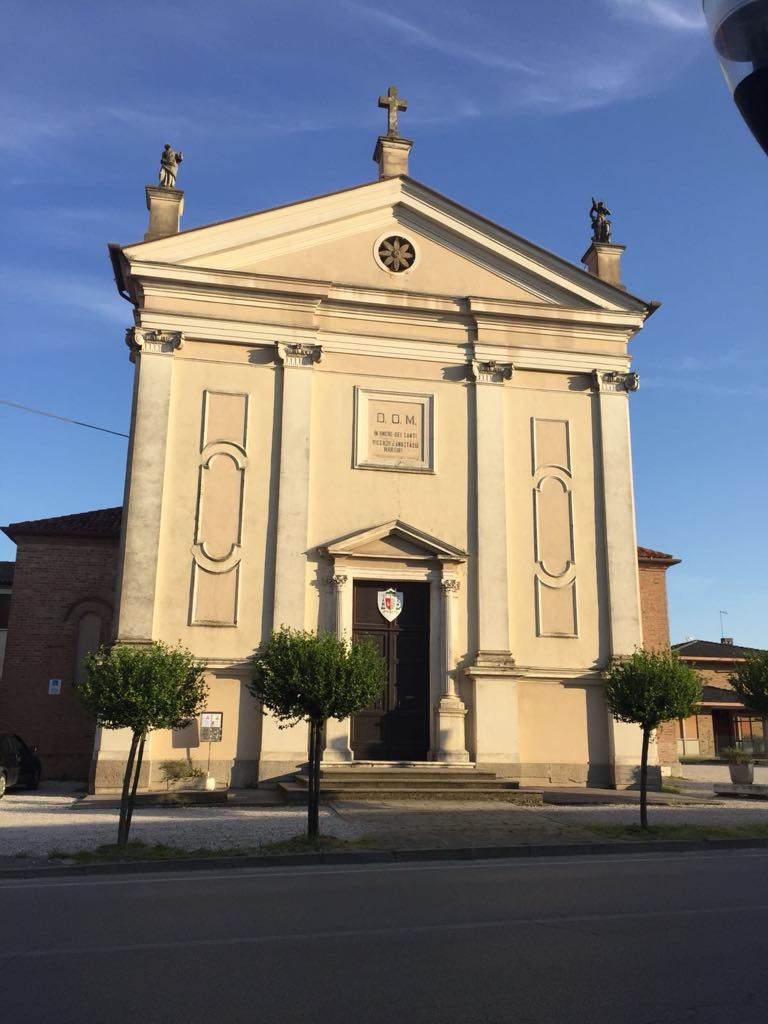
facciata principale della chiesa

### La chiesa parrocchiale
La chiesa parrocchiale di Peraga è dedicata ai due santi Vincenzo e Anastasio anche se originariamente la chiesa era stata dedicata in onore di Santa Maria Assunta. Il 12 agosto 1802 crollò il vecchio campanile rovinando la vecchia chiesa, che venne distrutta, ma fu successivamente ricostruita e benedetta nel 1820. Dal 1853 iniziarono diversi lavori nella chiesa, tra cui il prolungamento dell’abside e l’edificazione delle cappelle e degli altari di Santa Teresa del Bambino Gesù, di Sant'Antonio da Padova e della Madonna del Rosario. I lavori di restauro si conclusero ufficialmente nel 1961 con il restauro della facciata. All'interno della chiesa parrocchiale sono custodite molte opere d’arte conosciute tra cui il dipinto di Tiziano raffigurante Madonna Assunta e la statua della Madonna del Rosario e quella di San Francesco di Paola opere di Rinaldi. Inoltre, in sacrestia è conservata l’antica ancona della Madonna del Pomo. L’ancona di marmo è situata all'interno della canonica della chiesa raffigurante la Vergine con il bambino. Lo stile risale al periodo bizantino evidenziato da alcuni tratti tipici.

### Il campanile
Il campanile è alto 48 metri fu iniziato il 10 maggio 1874. Il crollo nel 1802 ha portato alla distruzione anche della chiesa parrocchiale. In seguito, fu nuovamente ricostruito ed inaugurato il 7 ottobre 1888.

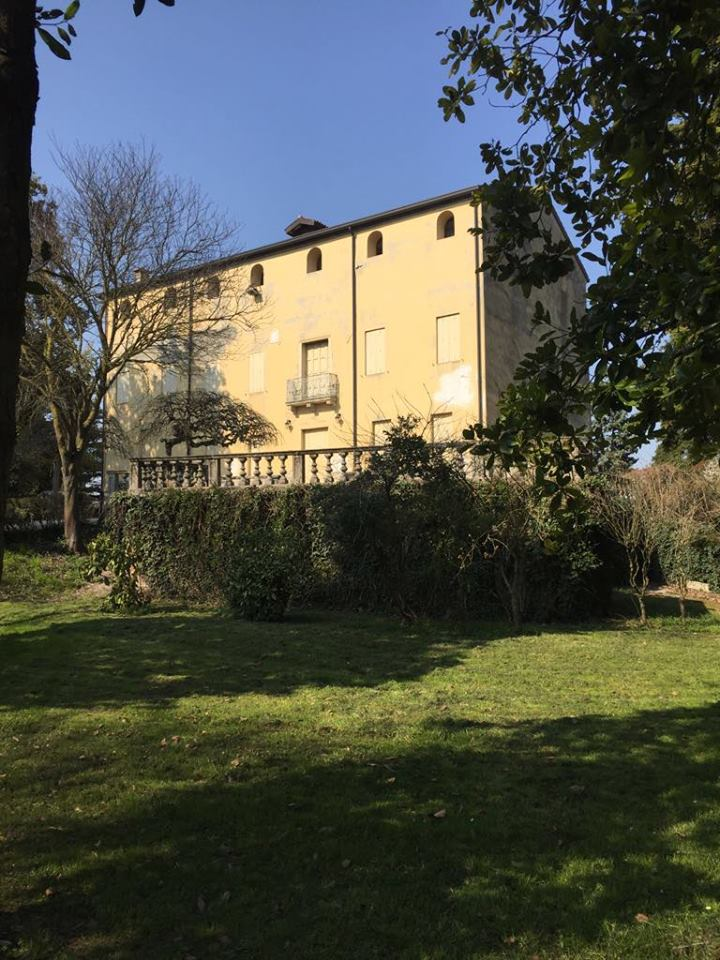
facciata principale del castello

### Il castello
L’edificio più rinomato nel paese di Peraga è il Castello dei Da Peraga. Le prime testimonianze scritte in merito al castello risalgono al 1258, tuttavia si suppone che la fortezza in questione sia stata costruita in tempi antecedenti. 
Il castello inizialmente aveva la funzione di proteggere gli abitanti del paese da eventuali attacchi, infatti era circondato da uno steccato e da un fossato. Successivamente vennero costruite anche delle mura per garantire una migliore protezione. Nel 1319 il castello fu danneggiato gravemente a seguito di un grande incendio per mano di Jacopo I da Carrara, ma in seguito vennero avviati i lavori di ricostruzione. Durante il periodo veneziano il castello passò dall’essere considerato una fortezza a luogo di villeggiatura per molte famiglie borghesi, come i veneziani Michelis. Nei periodi successivi il castello subii molti passaggi di proprietà tra le varie famiglie borghesi, mentre durante l’Ottocento fu oggetto di numerosi restauri e ampliamenti. Infine, nel secolo scorso il castello prese il nome di Villa Bettanini e tale denominazione è tuttora in vigore. L’intero edificio con il parco circostante fu acquisito nel 1985 dal Comune di Vigonza. L’attuale villa Bettanini oggi è sede degli uffici comunali dei settori di Cultura, Sport e Servizi sociali e ospita dal 2008 la biblioteca civica. Il parco circostante invece è sede di numerosi eventi e manifestazioni come la festa di primavera, la premiazione del premio letterario e la  "Rievocazione Medievale di Petracha". La manifestazione si tiene sempre i primi di giugno per tre giorni con lo scopo di creare una vera e propria rievocazione medievale con un corteo storico formato da musicisti, sbandieratori, giullari e personaggi con abiti tipicamente medievali. 
Sul sedimento del vecchio castello della famiglia Da Peraga fu costruita l'attuale villa Bettanini. Infine intorno alla villa c'è un magnifico parco, grandissimo e spazioso.

### Il mulino di Peraga
Il mulino di Peraga è situato vicino al castello dei Da Peraga. La vicinanza del mulino al castello esalta il suo ruolo di polo produttivo passato nelle mani delle varie famiglie nobili che si succedevano la proprietà del castello. Il primo documento ufficiale che fornisce una testimonianza certa del mulino risale al 1571 mentre la mappa dettagliata con tutte le sue caratteristiche risale al 1742. Il mulino possedeva tre ruote, le quali gli permisero di essere identificato come uno dei mulini più importanti lungo la Tergola. Tuttavia, i recenti crolli hanno distrutto molte parti dell’edificio. 
La struttura è per la maggior parte in muratura di color marrone. Vicino al restante complesso è situata una passerella pedonale che mette in comunicazione il mulino con il parco del castello.

### Le ville di Peraga
In prossimità del ponte sul Tergola è situata villa Pavanello risalente al Settecento. Quest’ultima è considerata una villa di impianto veneto classico, attualmente restaurata.
Durante il periodo storico della Serenissima venne innalzata villa Trevisan Sacchetto con annessa barchessa. Ad essa segue la costruzione di abitazioni per lavoratori, situate a est del complesso. Annesso alla villa è situato l’oratorio di S. Gaetano da Thiene, menzionato per la prima volta nel 1827.
Di origine Settecentesca è la villa Roman, composta da un grande giardino, un corpo centrale e infine ai lati sono situate le tradizionali barchesse.
Infine, nel territorio è presente villa Arrigoni Zuccolo, una villa che risale al cinquecento e un imponente palazzo di campagna chiamato la masseria Ca’ Benetello.